# HEARTSバスステーション博多

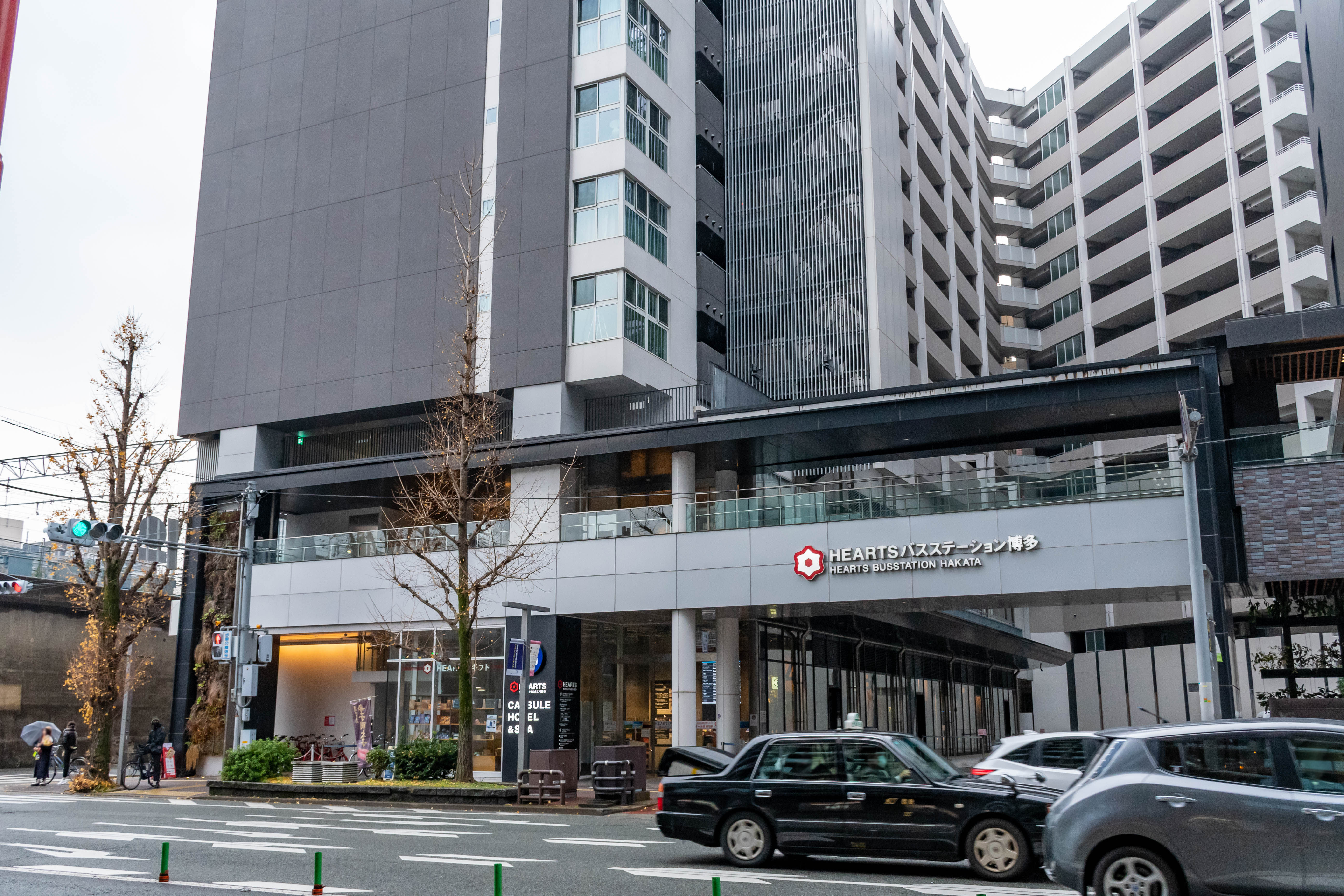
HEARTSバスステーション博多

HEARTSバスステーション博多（ハーツバスステーションはかた）は、福岡県福岡市博多区博多駅前4-14-13にあるバスターミナルである。株式会社HEARTSが運営する。

## 概要
独立行政法人都市再生機構（UR都市機構）が高層マンション「アーベイン博多駅前ファースト」の整備に合わせて、博多駅周辺の交通結節機能強化のため同マンションの下層階に整備した施設で、博多駅の南、筑紫通り沿いに位置する。主に企業向け出張手配やハイヤー・貸切バスの事業を手がける株式会社HEARTSが都市再生機構から賃貸借し運営するバスターミナルで、2018年12月16日供用開始した。
都市間高速バスと空港連絡バス「HEARTSエアポートアクセスバス」、ならびに一部のツアーバス・貸切バス・施設送迎バスが発着する。発着する都市間高速バス路線は当ターミナル開設前まで博多駅筑紫口（合同庁舎前）に発着していた高速ツアーバスからの移行路線（いわゆる新高速乗合バス）が多い。
西鉄バス、昭和バスなど、高速ツアーバス運行開始前から高速バスを運行していた事業者の高速バスや一般路線バスは、博多バスターミナルならびに「博多駅前」各バス停に停車するため乗り入れず、棲み分けがなされている。

## 構造

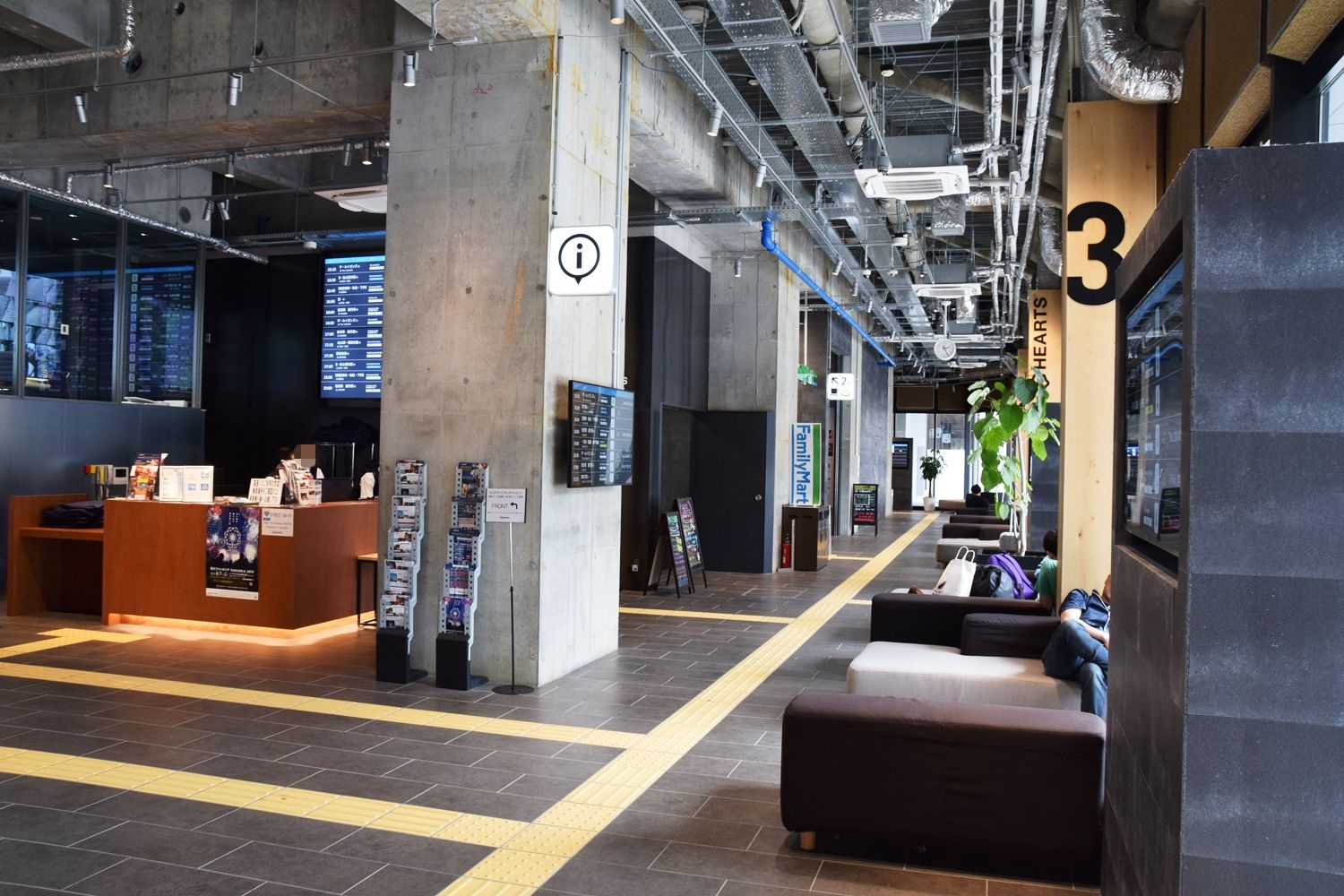
待合室

1階がバスターミナルとなっており、発着バースは4バース。カウンター、案内所、券売機等を設置。お土産コーナーが入居している。当初はファミリーマートも出店していたが閉店した。2階は「HEARTSカプセルホテル&スパ」としてサウナ、カプセルホテル、カフェレストラン＆バーを設置。
2021年2月には当バスターミナルの隣に博多深見パークビルが竣工し、2階のペデストリアンデッキが同ビルとつながり往来可能となった。また、2021年4月1日には博多深見パークビルとJRJP博多ビルとの間に筑紫通りを跨ぐ歩道橋が供用開始されたため、当バスターミナルと博多深見パークビル・JRJP博多ビル・KITTE博多・博多駅JR博多シティ・博多バスターミナルの相互間が2階レベルの屋根付きペデストリアンデッキですべて往来可能となった。

## 発着路線
☆印は夜行路線。下記の他、貸切バスや湯快リゾート送迎バスやツアーバスが発着する。
- 福岡空港（HEARTSエアポートアクセスバス）【ロイヤルバス】
  - 福岡空港国内線・同国際線 ⇔ ステーション・福岡市役所前（※⇔の左側・右側はそれぞれ乗車・降車のみ）
- 唐津・伊万里・松浦・平戸（さつきHighway）【さつき観光】
- 嬉野・大村・諫早・長崎（ユタカライナー）【ユタカ交通】
- 佐世保（ユタカライナー）【ユタカ交通】
- 別府・大分（日清号）【日清観光】
- ☆神戸・大阪（梅田）・京都（オリオンバス）【オー・ティー・ビー】
- ☆神戸・大阪（梅田）・京都（サンシャインエクスプレス）【サンシャインエクスプレス】
- ☆大阪（梅田・難波）（グレースライナー）【グレース観光バス】
- ☆神戸・大阪（梅田）・京都（TenryoLINER）【天領バス】
- ☆神戸・大阪（梅田）・京都（サンアンドムーン）【大新東】
- ☆神戸・大阪（梅田）・京都（ハーツエクスプレス）【ロイヤルバス】
- ☆神戸・大阪（梅田）・名古屋（さくら観光）【AT LINER】
- ☆神戸・大阪（梅田・長堀・USJ）（ユタカライナー）【ユタカ交通】
- ☆大阪（大阪駅）（HEARTS・博多特急ニュースター号）【大阪バス・ロイヤルバス】
- ☆大阪（梅田）（たびのすけバス）【青垣観光バス】
- ☆小倉・広島・名古屋（ロイヤルエクスプレス）【ロイヤルバス】- かつては豊田まで運行。
- ☆東京（新宿）（TenryoLINER）【天領バス】
- ☆東京（新宿）（オリオンバス）【オー・ティー・ビー】
- ☆高松・徳島・鳴門（コトバスエクスプレス）【琴平バス】

※新型コロナウイルスの流行により「ユタカライナー」昼行便は全路線・全便運休中。

### 主な廃止・撤退路線

#### キャナルシティ博多発着に変更となった路線
いずれも新型コロナウイルスの流行により運休したのち、2021年11月以降に運行再開にあたり福岡市内発着地がキャナルシティ博多に変更された。
- 宮崎（サンマリンライナー）【南九州観光バス】
- 宮崎（みとシティライナー）【美登観光バス】
- 延岡（ハッコーライナー）【ハッコートラベル】
- 鹿児島（南九号）【南九州観光バス】

#### 博多バスターミナル発着に変更となった路線
- ☆神戸・大阪（梅田）・京都（WILLER EXPRESS）【日本高速バス】
- ☆神戸・大阪（梅田・USJ）（WILLER EXPRESS）【祐徳自動車】

#### 廃止路線
- ☆神戸・大阪（梅田）・京都（ブルーライナー）【森山観光バス】 - 会社破産による
- 熊本（ロイヤルエクスプレス）【ロイヤルバス】
- 東京（ロイヤルエクスプレス）【ロイヤルバス】
- ☆神戸・大阪（梅田）・京都（ロイヤルエクスプレス）【ロイヤルバス】

## 周辺
博多駅地区では南端側にある。博多駅からは博多口より徒歩5分。
- ヨドバシカメラマルチメディア博多
- 音羽公園
- 人参公園